# Acanthopleura vaillantii
Acanthopleura vaillantii es una especie de chitón (poliplacóforo) descrita por De Rochebrune, 1882 de la familia Chitonidae. Alcanza unos 7 cm de largo y habita en la región del Indopacifico.

## Distribución
Acanthopleura vaillantii se distribuye a lo largo de la región del Indo-Pacífico se ha citado en las costas de Kenia, Egipto, Mar Rojo, Golfo Pérsico, Omán, Sudáfrica y en cabo Knynsa Madagascar.